# シェルブールの戦い
シェルブールの戦い（シェルブールのたたかい、英: Battle of Cherbourg）とは第二次世界大戦中、ノルマンディー上陸作戦中の1944年6月6日に行われた、空挺部隊が降下に成功した戦いである。アメリカ空挺部隊は孤立しながらも、ノルマンディー上陸作戦に不可欠である港を占領するために約3週間にわたって困難な闘いを強いられた。

## 連合軍の作戦
連合軍がフランスを解放する作戦に取り掛かったとき、物資、増援を送るためには深度の深い良い港を押さえる必要があり、コタンタン半島の先端、シェルブール（現シェルブール＝オクトヴィル）は上陸予定地に最も近い港であったことからこの地域の早期占領を考えた。
コタンタン半島一帯は連合軍による空挺降下を阻止するために、ドイツ軍によりドーブ川（Douve River）を氾濫させて湿地帯を作り出しており（空挺降下で下に池などがあると死活問題である）、連合軍の初期計画ではコタンタン半島に空挺降下する予定はなかった。
1944年1月、上陸作戦の総括指揮官に指名されたイギリス軍のバーナード・モントゴメリーはコタンタン半島への空挺降下計画を復活させ、部分的に戦線を広げることにより、ドイツ軍を分散させ、シェルブールの迅速な占領を可能にするようにした。

## 空挺投下
6月6日真夜中、アメリカ第82空挺師団、第101空挺師団はコタンタン半島に空挺降下した。空挺部隊は輸送機がドイツ軍の対空砲火を受け分散して降下してしまったが、アメリカ第7（VII)軍団がユタビーチより進む進撃路を確保し続けた。アメリカ第4歩兵師団はわずかな死傷者で夜明け直後にユタ・ビーチへの上陸に成功した。
上陸後、第4歩兵師団は即座に西へ向かい、降下した空挺部隊と合流することになっていた。6月9日、第101空挺師団はドイツ軍によって氾濫させられていたドーブ谷を横断、その翌日にカランタンを占領し、第4歩兵師団の進撃路を確保した。

## コタンタン半島への進撃

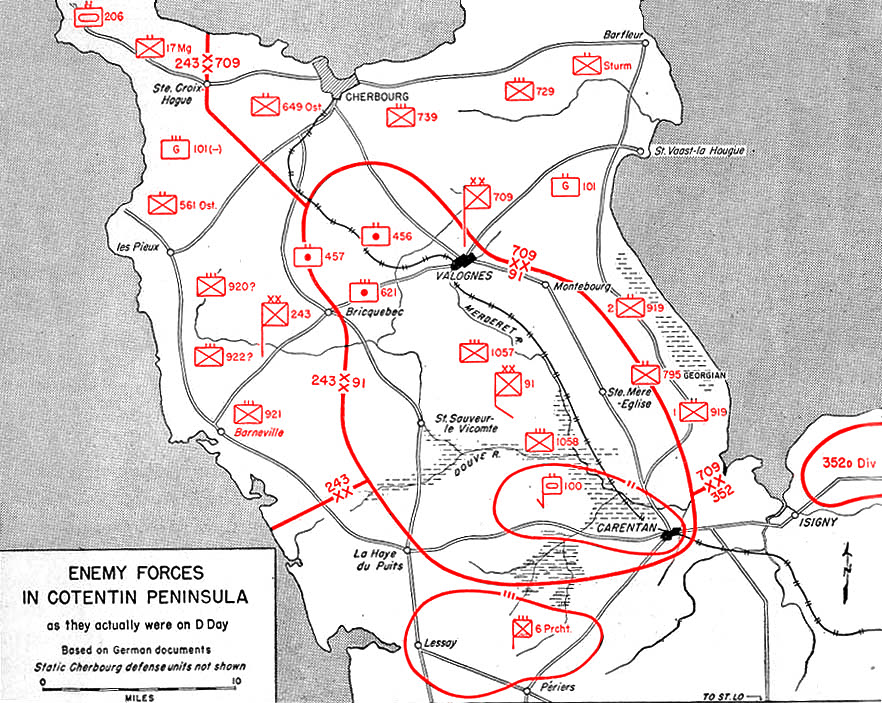
コタンタン半島における戦線

この成功によってアメリカ第7（VII）軍団がコタンタン半島を分断するために西へ進撃することが可能となり、さらに3個歩兵師団が上陸していた。その指揮官であるジョーゼフ・ロートン・コリンズ少将は最前線の部隊を交代させ、進撃が遅い場合はその指揮官を首にして進撃を急がせた。アメリカ第7軍団の進撃路を塞いでいるドイツ軍はいくつかの師団から形成された混合した部隊であったが、上陸作戦の初日、すでに空挺部隊との戦闘で多数の犠牲者を出していた。実際、この部隊は東にあるカーンへの脅威が存在しているため、この地域だけに対応するわけにはいかなかった。アメリカ軍の増援歩兵師団はのんびり到着した。ドイツ軍はドーブに殺到したが、アメリカ軍はコタンタン半島の南側を確保しつつあった。
6月16日までには自然の要害は克服されドイツ軍は混乱気味であった。エルヴィン・ロンメルを含むドイツ軍の指揮官たちはシェルブールにおける大西洋の壁へと部隊を退却せようとし、部隊はしばらくの間、包囲に耐えた。しかし、ドイツ総統アドルフ・ヒトラーは東プロイセンの司令部からドイツ軍がその地区を保持するよう命令要求した。6月17日遅く、ヒトラーはシェルブールの南でコタンタン半島全体を防衛する新たな防衛線を構築することに同意したがロンメルはこの命令に抗議した。しかし、第LXXXIV（84）軍団司令官はこの裏をかこうとした。

## シェルブールへの道

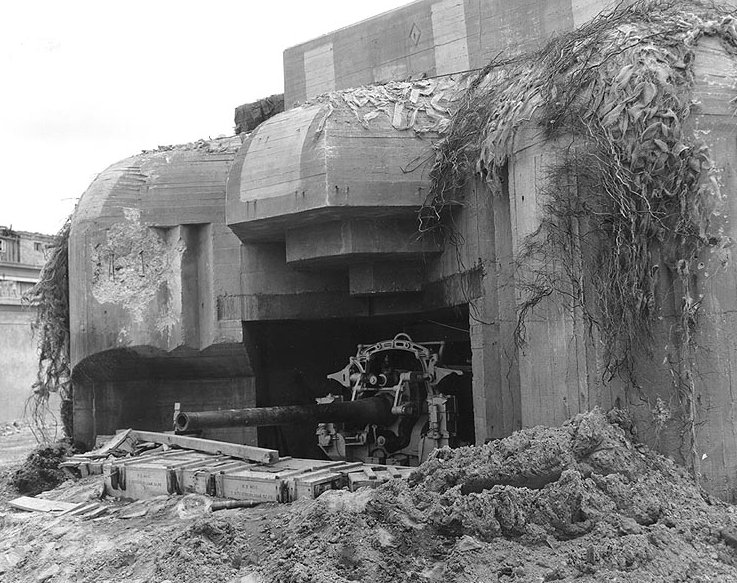
破壊されたドイツ軍沿岸砲

6月18日、アメリカ第9歩兵師団がコタンタン半島西岸に到着した。24時間以内でアメリカ第4、第9、第79歩兵師団が半島を北へ進撃したが、半島の西側にドイツ軍はおらず、東側のモントブール（Montebourg）近郊にいた消耗しきったドイツ軍は撃破された。連合軍はブリックス（Brix）を占領、V1飛行爆弾、V2ロケット爆弾の基地を奪取した。
2日間でアメリカ軍はシェルブールを射程に捕らえた。シェルブールのドイツ軍（カール＝ヴィルヘルム・フォン・シュリーベン中将）には将兵21,000名が所属していたが、多くは急いで徴兵された海軍要員、労働者、もしくは撃破された第709歩兵師団（シュリーベンが率いていた）の残存兵で、疲弊して混乱を起こしており、また弾薬、食料も少なかった。6月22日、コリンズは攻撃を開始した。最初、ドイツ軍の抵抗は激しかったが、アメリカ軍は掩蔽壕、トーチカへ浸透攻撃を行いドイツ軍を追い出した。
6月26日、第79師団はフォール・デュ・ルール（Fort du Roule）を占拠しドイツ軍の組織化された抵抗は終わりを告げることとなった。シュリーベンは捕虜になり、シェルブールのアーセナル（Arsena）と港湾設備での形ばかりの抵抗は数日で止んだが、ドイツ軍の一部の部隊は7月1日まで抵抗を続けた。

## その後

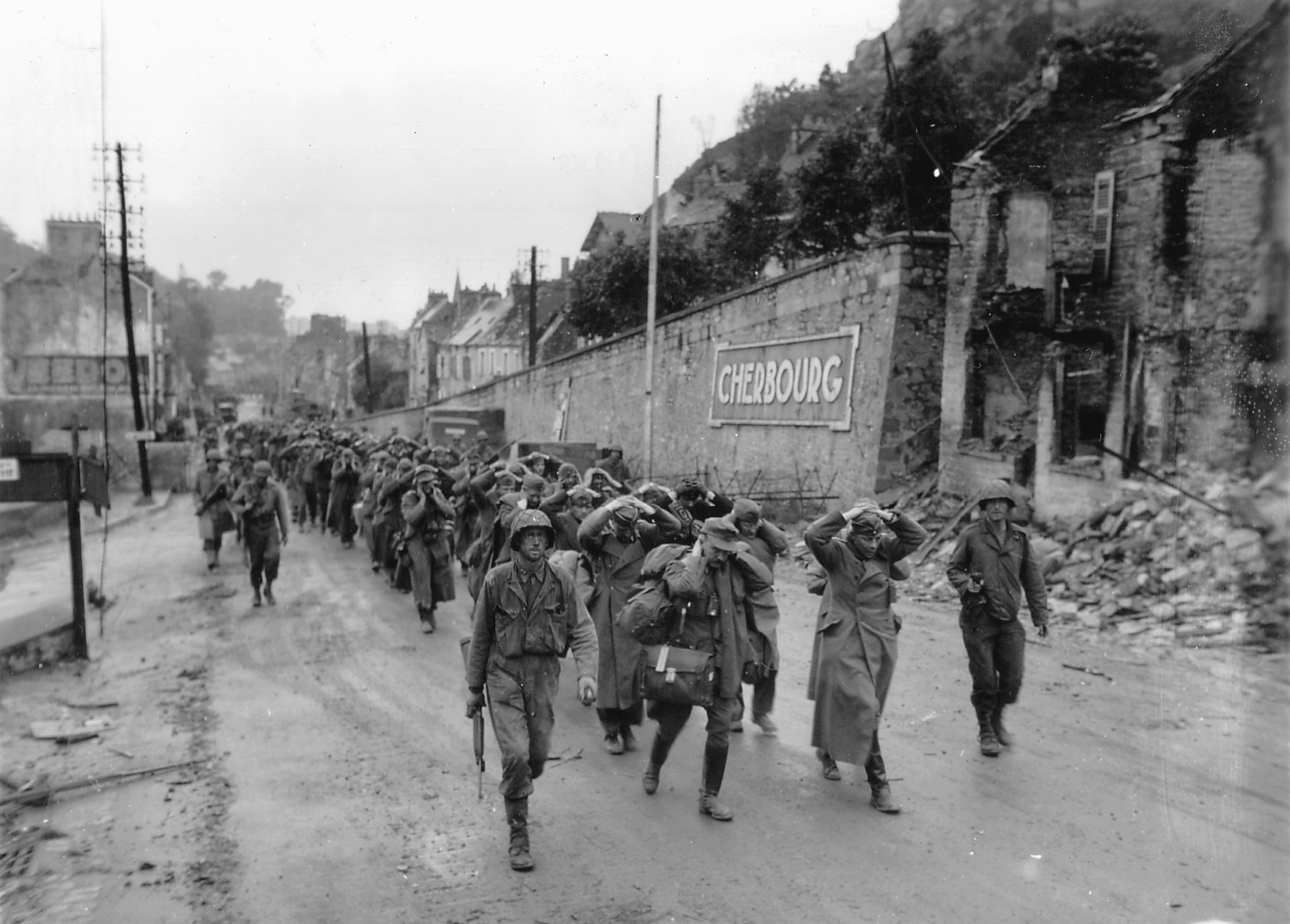
戦闘後、捕虜となったドイツ兵

ドイツ軍は徹底的に撃破されたが、ヴァルター・ヘネッケ海軍少将は「先例の無い沿岸防衛の功績」の為に降伏後にも関わらず騎士鉄十字章をヒトラーより与えられた。7月末には最初の船が入港したが、8月中旬までは限られた使用しかできなかった。ドイツ軍は連合軍の迅速な増強とヒトラーの死守命令のために大敗北を味わい、第7軍司令官フリードリヒ・ドルマンはシェルブールが占領されたことについての軍法会議に掛けられることになり、6月28日、心労のあまり心臓発作を起こして死去した。

## その他
- ファーストパーソン・シューティングゲーム、「カンパニー・オブ・ヒーローズ」、「メダル・オブ・オナー ヒーローズ2」にはこの戦いをモデルにしたミッションが存在する。

## 文献
- Wilmot, Chester. The Struggle for Europe, Hertfordshire, United Kingdom: Wordsworth Editions Limited, 1997. ISBN 1-85326-677-9.